# John Hays Hammond
John Hays Hammond (São Francisco, 31 de março de 1855 — Gloucester, 8 de junho de 1936) foi um engenheiro de minas, diplomata e filântropo estadunidense.